# Georg Maximilian Sterzinsky
Georg Maximilian Sterzinsky (Warlack, 9 februari 1936 – Berlijn, 30 juni 2011) was een Duits kardinaal en aartsbisschop.
Sterzinsky werd op 29 juni 1960 tot priester gewijd. In 1989 werd hij benoemd tot bisschop van Berlijn. Zijn bisschopswijding vond plaats op 9 september 1989.
Toen het bisdom Berlijn in 1994 werd verheven tot aartsbisdom, werd Sterzinsky metropoliet-aartsbisschop van Berlijn. In het consistorie van 28 juni 1991 werd hij kardinaal gecreëerd met de rang van kardinaal-priester; zijn titelkerk werd de San Giuseppe all' Aurelio.
De gezondheid van kardinaal Sterzinsky was al enkele jaren slecht. Verwacht werd dan ook dat de paus hem binnen korte tijd met emeritaat zou laten gaan. Aan de andere kant wilde Sterzinsky graag als zittend aartsbisschop het bezoek van paus Benedictus XVI in september 2011 meemaken. Niettemin besloot de paus op 24 februari 2011 het ontslag van Sterzinsky te aanvaarden. Na een zwaar ziekbed stierf hij op 30 juni van dat jaar.
- Gemeinsame Normdatei: 122915291
- International Standard Name Identifier: 0000 0000 3464 6724
- Library of Congress Control Number: n97019285
- Virtual International Authority File: 3366610
- WorldCat: E39PBJvhrYfbgQq74RFCGwtqcP